# Idona minuenda
Idona minuenda är en insektsart som först beskrevs av Ball 1921.  Idona minuenda ingår i släktet Idona och familjen dvärgstritar.

## Underarter
Arten delas in i följande underarter:
- I. m. moznettei
- I. m. clavigerana